# Olga Frołkina
Olga Eduardowna Frołkina (ros. Ольга Эдуардовна Фролкина; ur. 28 lipca 1997 w Penzie) – rosyjska koszykarka, reprezentantka kraju w koszykówce 3×3, wicemistrzyni olimpijska z Tokio 2020, wicemistrzyni świata U23.
Siostra bliźniaczka Jewgieniji Frołkiny, partnerki z reprezentacji.

## Kariera

### Koszykówka
Gra w koszykówkę 5-osobową w lidzie rosyjskiej (z przerwą na sezon 2019/2020, gdy występowała zespole AZS Uniwersytet Gdański ligi polskiej) oraz reprezentowała Rosję na poziomie juniorskim (m.in. zagrała na Mistrzostwach Europy U20 2017, gdzie drużyna zdobyła brąz).

### Koszykówka 3×3
Bierze również udział w rozgrywkach koszykówki 3x3. Z reprezentacją Rosji w koszykówce 3x3 uzyskała następujące wyniki:
| Impreza                                 | Rok  | Miejsce   | Pozycja    |                      |      |       |            |
| --------------------------------------- | ---- | --------- | ---------- | -------------------- | ---- | ----- | ---------- |
| Impreza                                 | Rok  | Miejsce   | Pozycja    | Igrzyska olimpijskie | 2020 | Tokio | 2. miejsce |
| Mistrzostwa świata w koszykówce 3x3     | 2019 | Amsterdam | 6. miejsce |                      |      |       |            |
| Mistrzostwa Europy w koszykówce 3x3     | 2019 | Debreczyn | 7. miejsce |                      |      |       |            |
| Igrzyska europejskie                    | 2019 | Mińsk     | 8. miejsce |                      |      |       |            |
| Mistrzostwa świata w koszykówce 3x3 U23 | 2019 | Lanzhou   | 2. miejsce |                      |      |       |            |